# STS-127
STS-127, voluit Space Transportation System-127, was een Spaceshuttlemissie die op 15 juli 2009 gelanceerd werd. De missie werd door de Endeavour uitgevoerd en ging naar het International Space Station (ISS).
Het toestel bracht het laatste onderdeel van de Japanse Experimentmodule Kibo naar het ISS: de Exposed Facility. Dat is een soort terras waarop experimenten geplaatst kunnen worden die volledig aan de omstandigheden in de ruimte worden blootgesteld.

## Lancering
De lancering van STS-127 stond in eerste instantie gepland voor 13 juni 2009, maar vanwege een lekkage tijdens het tanken van de externe brandstoftank werd de lancering verschoven naar 17 juni 2009. Ook bij het tanken voor de tweede poging was er een soortgelijk brandstoflek. Een soortgelijk incident vond plaats tijdens het tanken van STS-119. De eerstvolgende lanceerpoging kon niet eerder dan 11 juli plaatsvinden, vanwege de baan van het ISS-station. Ook op deze datum kon de lancering niet doorgaan; deze keer was de oorzaak het slechte weer. Ook op 12 juli en 13 juli kon de lancering niet doorgaan vanwege het slechte weer. De lancering vond plaats op 15 juli 2009 om 18:03 EDT (16 juli 2009 00:03 MEZT). Als de lancering op 15 en 16 juli niet door kon gaan, zou de volgende lanceerpoging pas op 26 juli 2009 zijn.
Tijdens de lancering kwam er een ongewone grote hoeveelheid puin tegen het hitteschild. Later bleek dit geen ernstige gevolgen te hebben.

## Bemanning
| Positie              | Gelanceerde astronaut                                              | Gelande astronaut                                                  |
| -------------------- | ------------------------------------------------------------------ | ------------------------------------------------------------------ |
| Gezagvoerder         | Mark L. Polansky 3e ruimtevlucht                                   | Mark L. Polansky 3e ruimtevlucht                                   |
| Piloot               | Douglas G. Hurley 1e ruimtevlucht                                  | Douglas G. Hurley 1e ruimtevlucht                                  |
| Missie specialist 1  | Christopher J. Cassidy 1e ruimtevlucht EV3                         | Christopher J. Cassidy 1e ruimtevlucht EV3                         |
| Missie specialist 2  | Julie Payette, CSA 2e ruimtevlucht                                 | Julie Payette, CSA 2e ruimtevlucht                                 |
| Missie specialist 3  | David A. Wolf 4e ruimtevlucht leider van de ruimtewandelingen, EV1 | David A. Wolf 4e ruimtevlucht leider van de ruimtewandelingen, EV1 |
| Missie specialist 4  | Thomas Marshburn 1e ruimtevlucht EV4                               | Thomas Marshburn 1e ruimtevlucht EV4                               |
| Missies specialist 5 | Timothy Kopra ISS Expeditie 19 1e ruimtevlucht EV2                 | Koichi Wakata, JAXA ISS Expeditie 20 3e ruimtevlucht               |